# 天主教萬鴉老教區
天主教萬鴉老教區（拉丁語：Dioecesis Manadoënsis）是印度尼西亞一個羅馬天主教教區，位於蘇拉威西島東北部，覆蓋中蘇拉威西、哥倫打洛及北蘇拉威西三省，屬望加錫總教區。1998年有教友123,948人、43個堂區、92名司鐸。現任主教為若瑟·素瓦坦。
1919年11月19日自巴達維亞代牧區設西里伯斯監牧區。1934年2月1日升為代牧區。1937年4月13日易名為萬鴉老代牧區。1961年1月3日升為教區。